# La hermana San Sulpicio (telenovela)
La hermana San Sulpicio fue una telenovela argentina dirigida por Julio Saraceni para Canal 9 Cadete en 1960. Estuvo protagonizada por Lolita Torres y Fernando Siro, como también con Nelly Beltrán, Julián Pérez Ávila y Jorge Villoldo en los roles secundarios. Es una adaptación en formato de telenovela de la obra homónima del escritor hispano Armando Palacio Valdés.

## Sinopsis
Gloria, una hermosa y rica joven andaluza, ingresa en un convento por decisión propia para consagrarse a la curación de enfermos con su alegría y encanto personal. Un día se enamora de Ceferino Sanjurjo, que acudió a un balneario para recuperarse físicamente. A pesar de todas las trabas que impiden tal relación, ambos acaban casándose.

## Elenco
- Lolita Torres - Gloria Bermúdez / Hermana San Sulpicio
- Fernando Siro - Ceferino Sanjurjo
- Nelly Beltrán - Sor María de la Luz
- Julián Pérez Ávila - Oscar
- Jorge Villoldo - Catalán
- Raquel Álvarez - Soledad
- Paquita Más - Madre de Gloria
- María del Pilar Lebrón - Doña Tula
- Carmen Caballero - Paquita
- Carlos D'Agostino
- Mirta Luna
- Enrique San Miguel
- María Puchol - Madre Superiora
- Antonio Ramos - Daniel
- Enrique Vilches - Padre Demetrio

## Equipo técnico
- Historia: Armando Palacio Valdés
- Adaptación: Abel Santa Cruz
- Departamento de cámara y electricidad: Edgardo Borda - Carlos Alberto Colasurdo
- Música: Tito Ribero
- Dirección: Julio Saraceni